# 东江人民革命烈士纪念碑
东江人民革命烈士纪念碑，是惠州市文物保護單位之一，位於广东省惠州市丰山公园內。纪念碑建於1984年12月，一說是為了紀念在東江地區的犧牲的革命烈士而建，另一說是為了祭奠陣亡的广东人民抗日游击队东江纵队成員而建，並在1990年7月列入惠州市文物保護單位。此碑佔地1.5萬平方米，高16.7米，碑身寬1.8米，底座寬6.4米，碑前有六尊人物雕像，碑後有一面浮雕牆。

## 歷史
中國共產黨認為，东江地区有不少人民曾參與反對封建社會和帝國主義的運動，例如辛亥革命、国民革命和抗日战争，以及在第一次國共內戰和第二次国共内战支持中國共產黨。而在抗日战争期间，东江的中國共產黨组织发动民众成立广东人民抗日游击队东江纵队，該纵队與日軍作戰了1,400多次，有2,500多人陣亡。
1984年12月，中国共产党惠阳地方委员会和惠阳地区行政公署興建了丰山公园，並在公园裡設立了东江人民革命烈士纪念碑；設立纪念碑的原因有兩種說法，一說是紀念在东江地区的牺牲的革命烈士，另一說是祭奠陣亡的东江纵队成員。纪念碑在1990年7月列入惠州市文物保护单位，並在1995年6月成為惠州市爱国主义教育基地之一。

## 結構
东江人民革命烈士纪念碑佔地1.5万平方米，高16.7米，碑身宽1.8米，底座宽6.4米；碑的正面有中華人民共和國元帥聂荣臻题写的碑名，另外三面有红棉、青松和翠柏的图案。碑座有铜铸的楷书碑文，講述东江地區人民從鸦片战争到中华人民共和国成立期間對革命的貢獻。
纪念碑前方有一座紀念廣場，广场两侧有六尊在1986年設立的花岗岩人物雕像，分别刻劃了虎門銷煙參與者、同盟会成員、东江工农革命军战士、中國工農紅軍战士、抗日战爭女战士、解放军战士。广场前面有一座牌坊，以麻石凿雕而成，匾额刻有「东江浩气」四字。纪念碑背面有一面弧形的浮雕墙，名為「东江革命伟业浮雕墙」；墙上嵌入六幅铜铸浮雕组画，每幅画各高2.3米、宽3.7米，題目分別是「虎门销烟」、「誓覆清廷」、「东征奏捷」、「捍卫苏区」、「抗日烽火」和「解放凯歌」。
碑前的人物雕像與碑後的浮雕墙，均是由張松鶴、潘鹤、李汉仪、梁明诚、陈淑光合作创作。

## 外部連結
- 以虛擬實境技術，模擬到訪东江人民革命烈士纪念碑（页面存档备份，存于）